# Baissenac
Baissenac (en francès Beyssenac) és un municipi francès situat al departament de la Corresa i a la regió de la Nova Aquitània.

## Demografia
| 1962                                       | 1968 | 1975 | 1982 | 1990 | 1999 | 2007 |
| ------------------------------------------ | ---- | ---- | ---- | ---- | ---- | ---- |
| 553                                        | 505  | 451  | 405  | 382  | 347  | 361  |
| Des de 1962: població sense dobles comptes |      |      |      |      |      |      |

## Administració
| Període | Identitat     | Partit |
| ------- | ------------- | ------ |
| 2001-   | Francis Comby | UMP    |

## Història
El 16 de febrer de 1944 va tenir lloc la massacre del pont Lasveiras, on un grup de maquis de la Resistència fou assassinat per dues companyies alemanyes.